# Academia Ipuense de Letras, Ciências e Artes
A Academia Ipuense de Letras, Ciências e Artes, é uma entidade literária do estado do Ceará. Foi fundada em 14 de janeiro de 2006, pela Associação dos Filhos e Amigos de Ipu – AFAI, com sede e foro na cidade de Ipu.

## História
A Academia Ipuense de Letras tem por finalidades e objetivos principais:
I - Cultivar o desenvolvimento das letras, das ciências e das artes na cidade de Ipu;
II - Preservar a produção literária, científica e artística de Ipu nas suas diversas formas de manifestações;
III – Promover atividades educativas, culturais e científicas em prol da sociedade ipuense.

### Acadêmicos
A Academia Ipuense de Letras é constituída de um Quadro de Acadêmicos Titulares, em número de quarenta, além de Acadêmicos   Honorários, Beneméritos e Acadêmicos Correspondentes sem limitação de número. A cada uma das cadeiras ocupadas por Acadêmicos Titulares corresponde um Patrono. 